# Podciąganie na drążku

Podciąganie na drążku z nachwytem

Podciąganie (się) na drążku – popularne ćwiczenie wykorzystujące masę własnego ciała i wpływające na rozwój mięśni pleców (przede wszystkim grzbietu) i ramion. W zależności od techniki wykonywania ćwiczenia może kształtować różne obszary mięśni.

## Warianty chwytu drążka
- podciąganie się z nachwytem[2],
- podciąganie się z podchwytem,
- chwyt neutralny (młotkowy)[3].

## Warianty podciągania się na drążku
| Przykład | Opis                                                 |
| -------- | ---------------------------------------------------- |
|          | Podciąganie się z nachwytem                          |
|          | Podciąganie się z nachwytem z dodatkowym obciążeniem |
|          | Podciąganie się z nachwytem do karku                 |
|          | Podciąganie się na jednej ręce                       |
|          | Wejście siłowe na drążek                             |

## Rekordy w podciąganiu na drążku

### Technika w podciąganiu
Technika podczas bicia rekordów Guinnessa różni się znacznie od obserwowanej podczas zwykłych powtórzeń. Tu ruchy wydają się niepełne i oszukane. Skoro rekordy bije się na czas, to powtórzenia trzeba wykonywać szybko, a przy takiej szybkości wykonywania powtórzeń ciężko trzymać się idealnej techniki. Z tego powodu przyjęto zasady:
– broda musi zostać uniesiona ponad drążek,
– każde powtórzenie zaczyna się od wyprostowanych łokci,
– ruchy ciała i nóg są zabronione i nie mogą napędzać ruchu,
– szerokość chwytu drążka jest dowolna.

#### Rekord w podciąganiu nachwytem w 1 minutę
- 59 – Vitaly Kulikov (RUS) – 2012
- 39 – Alicia Weber (USA) – 2011 – rekord kobiet

#### Rekord w podciąganiu podchwytem w 1 minutę
- 67 – Jason Petzold (USA) – 2011
- 38 – Alicia Weber (USA) – 2011 – rekord kobiet

#### Rekord w podciąganiu nachwytem w 30 minut
- 543 – Stephen Hyland (GBR) – 2010
- 419 Alicia Weber (USA) – 2011 – rekord kobiet

#### Rekord w podciąganiu nachwytem w 1 godzinę
- 1009 – Stephen Hyland (GBR) – 2010
- 721 – Alicia Weber (USA) – 2010 – rekord kobiet

#### Rekord w podciąganiu nachwytem w 24 godziny
- 5801 – John Bocek (USA) – 2015 – oficjalny zweryfikowany[4]